# Deschampsia mexicana
Deschampsia mexicana är en gräsart som beskrevs av Frank Lamson Scribner. Deschampsia mexicana ingår i släktet tåtlar, och familjen gräs. Inga underarter finns listade i Catalogue of Life.